# Partson Jaure
Partson Jaure (ur. 8 lipca 1990 w Harare) – Zimbabwejski piłkarz grający na pozycji środkowego obrońcy. Od 2020 jest zawodnikiem klubu Dynamos FC.

## Kariera klubowa
Swoją karierę piłkarską Jaure rozpoczął w klubie AMC FC. W sezonie 2008 zadebiutował w jego barwach w trzeciej lidze zimbabwejskiej. W 2009 roku przeszedł do La Liga FC. W latach 2010–2014 był zawodnikiem Dynamos FC. Czterokrotnie wywalczył z nim mistrzostwo kraju w sezonach 2011, 2012, 2013 i 2014, wicemistrzostwo w sezonie 2010 oraz zdobył dwa Puchary Zimbabwe w latach 2011 i 2012. W latach 2014–2016 był piłkarzem południowoafrykańskiego University of Pretoria FC. W sezonie 2017 występował w Ngezi Platinum FC, a w 2018 w zambijskim Buildcon FC. W 2019 był zawodnikiem Manica Diamonds FC. a w 2020 wrócił do Dynamos FC.

## Kariera reprezentacyjna
W reprezentacji Zimbabwe Jaure zadebiutował 26 marca 2013 roku w przegranym 1:2 meczu eliminacji do MŚ 2014 z Egiptem, rozegranym w Aleksandrii. Od 2012 do 2021 wystąpił w kadrze narodowej 32 razy i strzelił 2 gole.